# شية سودانية
تعتبر الشية السودانية أحد اطباق اللحوم المحببه لجميع السودانيين، ومعظمهم يحب شواء اللحم وخاصة في عيد الأضحي المبارك وبمزيج سوداني خاص لإعطاء اللحم رائحة ونكهة خاصة ومذاق رائع.

## مكونات الشية السودانية
كيلو لحم ضاني
4 قطع ليه (الضنب) أو الشحم
1 بصلة كبيرة شرائح
2 فص ثوم مهروس
ملعقة صغيرة ثوم بودر
ملعقة صغيرة كزبرة ناشفة
ملعقة صغيرة فلفل أسود
ملح (حسب الرغبة)

## أنواع الشية السودانية

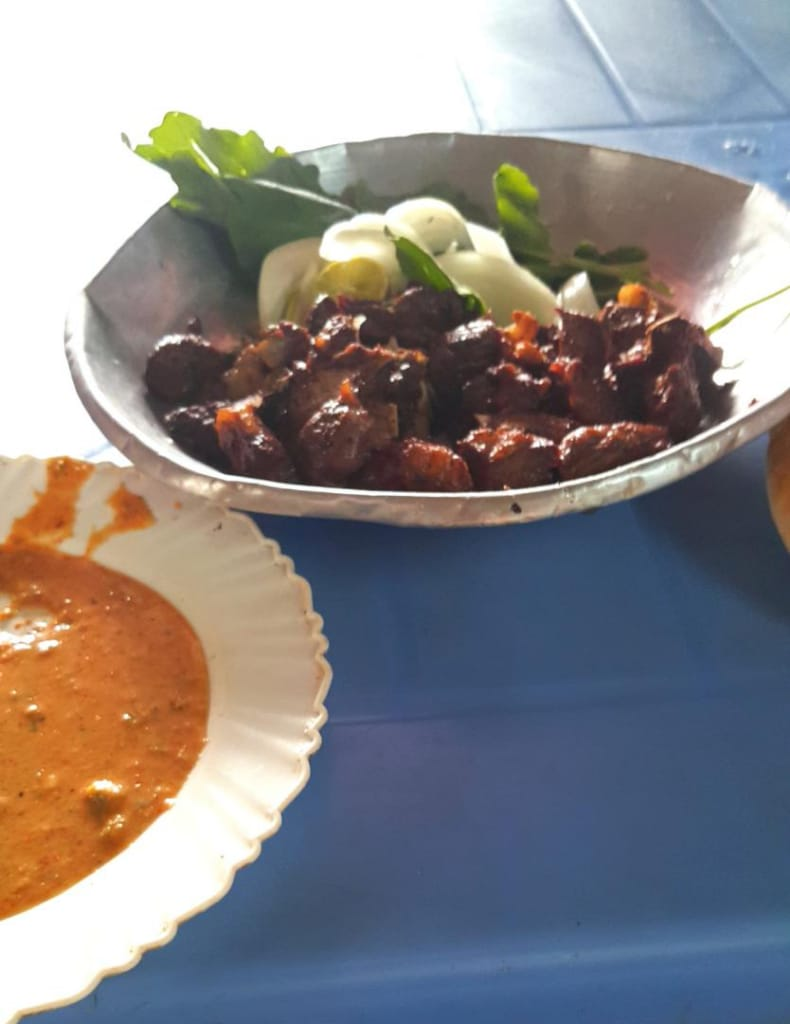
شية جمر مقدمه مع السلطة والمرين(شطة المرين)

1. شية الجمر أو الفحم
2. شية الصاج[4]شية جمر مقدمه مع السلطة والمرين(شطة المرين)

## الشواية
الشواية تكون سلك أو صاج به ثقوب وعلي الفحم.وتستخدم لعمل شية الجمر
الصاج هو عباره عن وعاء بدون ثقوب يستخدم لعمل شية الصاج
يمكنك تقديم هذه الأكلة مع شرائح البصل الأبيض وشطة خضراء بالدكوة (زبدة الفول السوداني مع رشة ملح وعصرة ليمون).

## وصلا ت خارجية

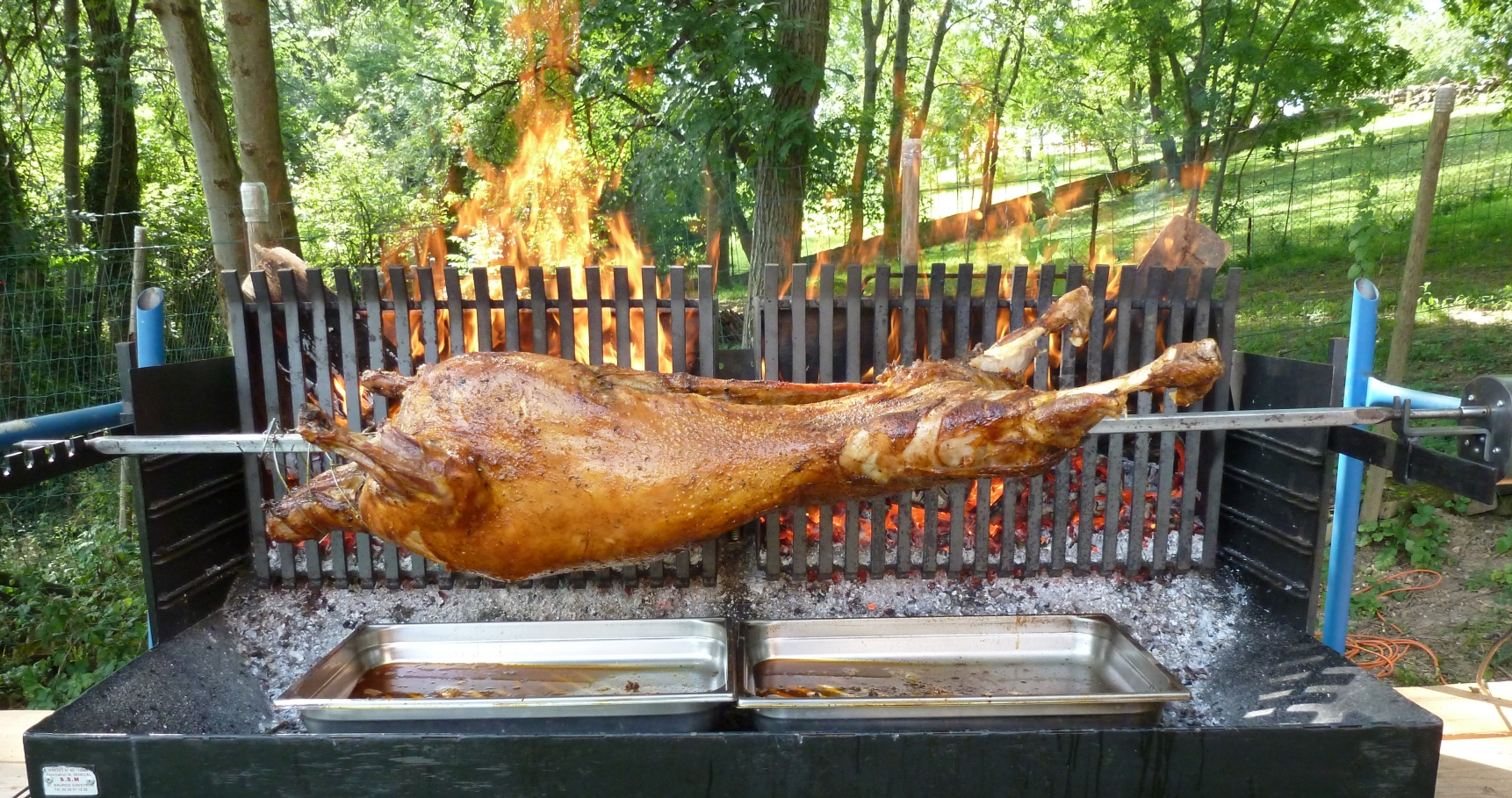
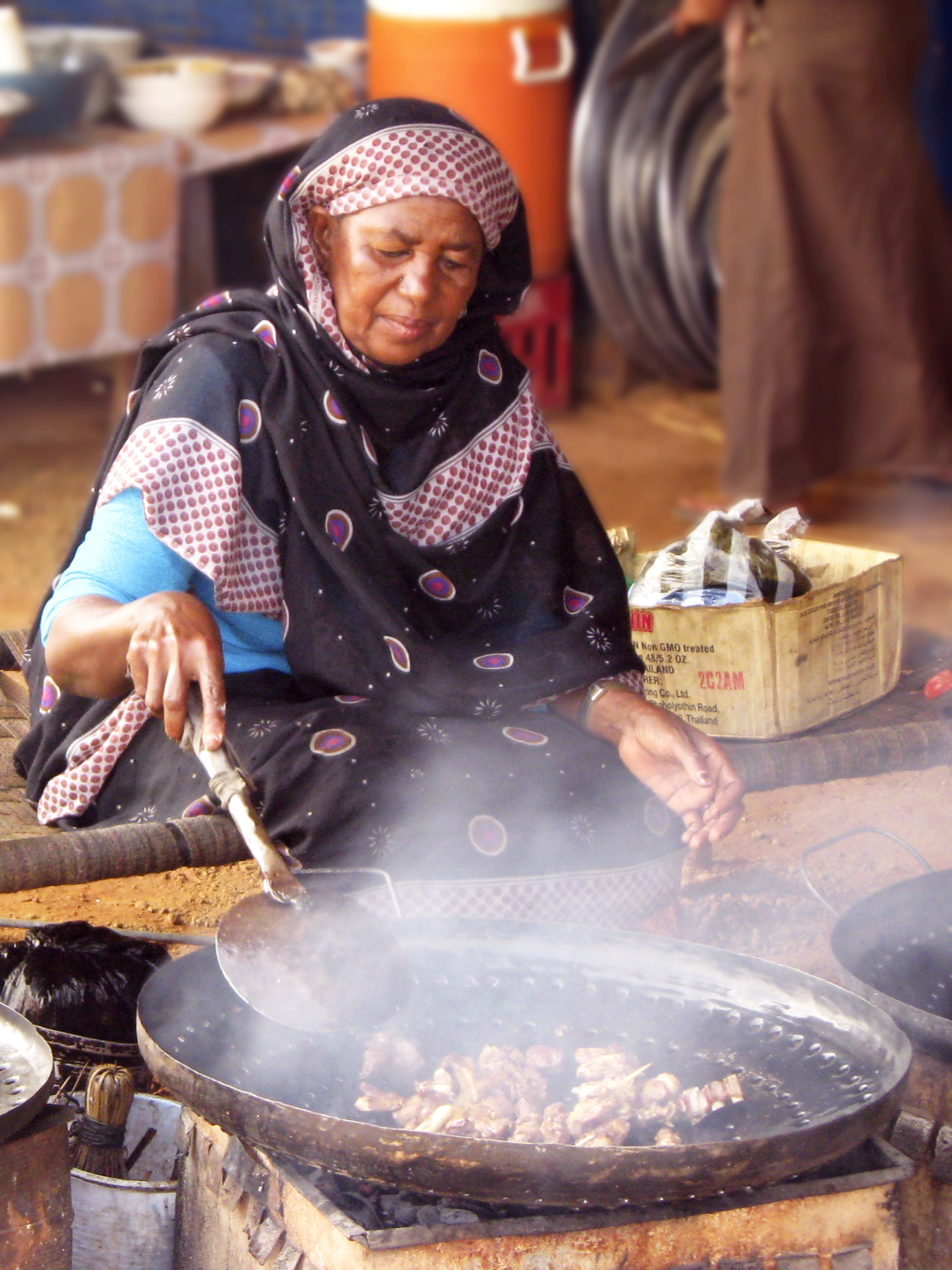
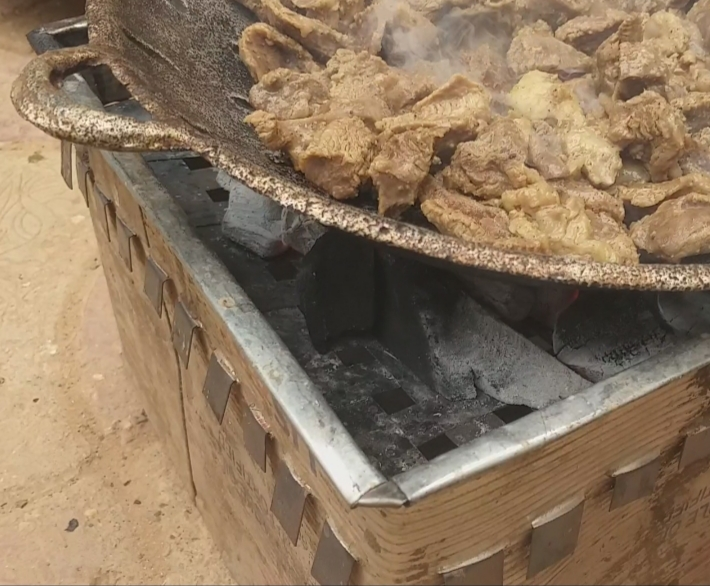
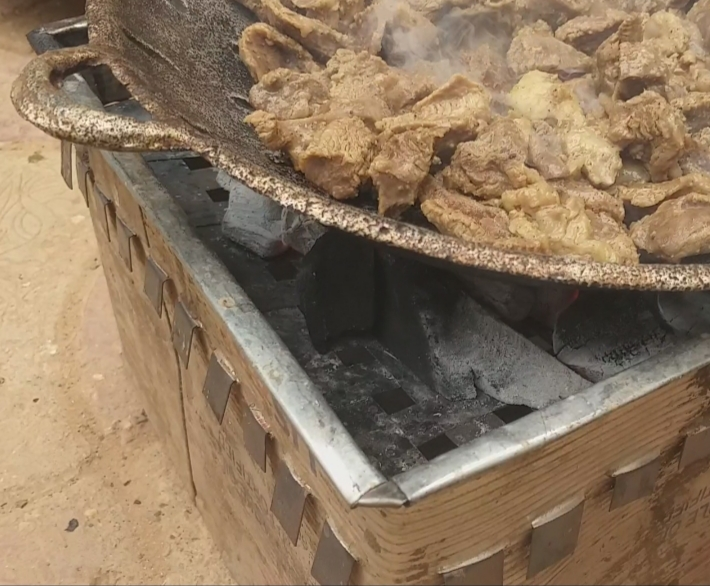

الشية السودان على قناة العربية
شية الصاج السودانية
أكلات الشارع السوداني